# Menceyato de Tacoronte
El menceyato de Tacoronte era una las nueve demarcaciones territoriales en que los guanches tenían dividida la isla de Tenerife, Canarias, en la época de la conquista por parte de la Corona de Castilla, en el siglo xv.

## Toponimia
Tacoronte, término de procedencia guanche, significa según algunos investigadores 'monte de la vuelta'.

## Características
Situado en la vertiente norte de Tenerife, ocupaba una superficie de 65 km², abarcando los modernos términos municipales de Tacoronte, La Matanza de Acentejo y El Sauzal.
Como límites, Tacoronte quedaba separado de Taoro por el barranco de Acentejo, y de Tegueste por una línea que, partiendo de la punta del Viento en la costa, asciende hasta las montañas de La Atalaya y La Caldera, bordea el área de Los Rodeos y alcanza las elevaciones del extremo nordeste de la dorsal de Pedro Gil. Del bando de Güímar quedaba separado por la referida dorsal. El área pastoril de Tacoronte para los meses de verano se situaba en torno a la zona oeste de los llanos de Los Rodeos, así como en los límites inferiores de los bosques de Ravelo y El Sauzal.
Según las investigaciones arqueológicas, la población se concentraba sobre todo en las cuevas naturales situadas en los acantilados costeros entre Tacoronte y El Sauzal, así como en los barrancos de Guayonje y de Cabrera, calculándose en unos 1.300 el número de habitantes en el momento de la conquista, con una esperanza de vida al nacimiento de 27 años.
Para el historiador Juan Bethencourt Alfonso la capital de Tacoronte se ubicaba en la zona de Guayonje.

## Menceyes
Los menceyes cuyos nombres se saben hoy en día son Rumen, primer mencey de Tacoronte, y Acaimo, que gobernaba en tiempos de la conquista.

## Historia
El menceyato surge como tal a finales del siglo xiv tras la división de la isla en nueve bandos a la muerte o vejez del último mencey único de Tenerife, Tinerfe.
Para el poeta-historiador Antonio de Viana, Tacoronte y Anaga se encontraban en guerra con el bando de Taoro, haciendo las paces justo antes de la llegada de los conquistadores.
En mayo de 1494 Alonso Fernández de Lugo desembarca en la isla con las tropas conquistadoras. Tacoronte se alía entonces con los otros menceyatos del norte para rechazar la invasión, formando parte de los llamados bandos de guerra durante la conquista.
A finales de ese mismo mes de mayo tiene lugar el primer enfrentamiento entre las tropas castellanas y los guanches. Los conquistadores penetran por el territorio de Tacoronte sin encontrar resistencia, hasta que son cercados por los guanches en el barranco de Acentejo, donde se produce la conocida como Matanza de Acentejo. En esta contienda son derrotados los conquistadores, que se retiran de la isla.
Reabastecido Alonso Fernández de Lugo de tropas, regresa a Tenerife en 1495, derrotando a los guanches en las batallas de la Laguna y de la victoria de Acentejo. Durante el invierno de 1495-96 se producen numerosas razias en Tacoronte y Tegueste, que también se ven afectados profundamente por una epidemia denominada «modorra guanche», enfermedad de la que mueren muchos de ellos y que los investigadores relacionan con la gripe, la peste, un tipo de tifus o la rabia.
Finalmente, en mayo de 1496 los menceyes de los bandos de guerra rinden sus territorios a los conquistadores en el acto de sumisión conocido como Paz de Los Realejos.